# Tigbauan
Tigbauan es un municipio de segunda categoría de la provincia de Iloílo en Filipinas. De acuerdo al censo de 2010 tiene una población de 58 814 habitantes. Tiene una superficie de 83,68 km².

## Demografía
| Gráfica de evolución demográfica de Tigbauan entre 2000 y 2010 |
|                                                                |
| Población según el National Statistics Office.                 |